# Ferruccio Calonghi
Ferruccio Calonghi (Cremona, 1º marzo 1866 – Genova, 1º febbraio 1945) è stato un latinista e lessicografo italiano ricordato soprattutto come autore di un noto dizionario latino-italiano.

## Biografia
Frequentò il corso di lettere classiche all'Università di Torino, dove fu allievo di Ettore Stampini e si interessò alla lessicografia latina. Già da studente prese infatti contatto con l'editore Rosenberg & Sellier per la traduzione in italiano del Vocabolario latino-tedesco di Karl Ernst Georges.
Dopo la laurea, conseguita nel 1889, fu insegnante di lettere latine e greche nei licei classici, dapprima a Messina e poi, dal 1895, al liceo ginnasio Andrea D'Oria di Genova. Ottenne la libera docenza in letteratura latina nel 1907 presso l'Università di Torino, ma vinse il concorso a cattedra solo nel 1927, insegnando dapprima all'Università di Messina e, dal 1930, a quella di Palermo.
Gli interessi scientifici di Calonghi sono stati quasi esclusivamente lessicali, se si eccettua un'importante edizione critica di Tibullo. Nel 1937 dettò un distico elegiaco in lingua latina, inciso sulla stele che celebra il primo colpo di fucile sparato durante la Grande guerra da un militare italiano, a Corno di Rosazzo.
Andato in pensione il 29 ottobre 1936, si ritirò a Genova con la moglie.

## Il Dizionario
L'opera per la quale è ancora noto, e alla quale ha dedicato la maggior parte del suo lavoro, è il Dizionario Latino-Italiano. Esso nacque, inizialmente, come traduzione del Kleines lateinisch-deutsches Handwörterbuch (Piccolo dizionario latino-tedesco) di Georges, e tali sono le prime due edizioni: la prima, apparsa a dispense nel 1889-90 e uscita in volume nel 1891, la seconda nel 1901.. Per la parte dall'italiano al latino, si avvalse della collaborazione di Pietro Rivoire.
Alla stesura della terza edizione del Dizionario Latino-Italiano, Calonghi lavorò decenni per rielaborare ed ampliare le precedenti edizioni in modo tale da compilare un dizionario del tutto nuovo che abbracciasse la intera latinità, dalle leggi delle XII tavole fino ai Padri della Chiesa. L'opera subì molte traversie (già composta, fu distrutta dai bombardamenti dell'8 agosto 1943 a Torino) e vide la luce postuma, solo nel 1950..
La pubblicazione della terza edizione del Dizionario di Calonghi fu accolta con favore da autorevoli critici, e l'opera si addita, ancora oggi, come il testo di riferimento per il latino-italiano, per la sua ricchezza lessicografica e le sfumature semantiche. Chiaramente il fatto che non tutte le citazioni e gli esempi latini vengano tradotti in italiano dimostra come il dizionario sia rivolto a chi conosce già la lingua latina, e non agli studenti alle prime armi con la traduzione.
Nel 1961 il Vol. II, Italiano-Latino, da sempre non ritenuto all'altezza della parte Latino-Italiano (infatti molti studiosi preferivano il più completo Dizionario Italiano-Latino di Cosimo Mariano - 1934 - Ed. Dante Alighieri), fu finalmente rinnovato a cura di Oreste Badellino: ne scaturì il Calonghi-Badellino, in due volumi, ed. Rosenberg & Sellier.
Nel 1966 fu pubblicata anche un'edizione minore del Calonghi-Badellino, in un solo volume, per le scuole medie ed i ginnasi: il Dizionario della lingua latina: latino-italiano, italiano-latino. Ed. minore a cura di Oreste Badellino. Torino: Rosenberg & Sellier, 1966.
Nel 2002 è uscita la quarta edizione del grande Dizionario, che ha interessato quasi esclusivamente la grafica.